# Шеридан, Беатрис
Эли́забет Энн Ше́ридан Ска́рбро (англ. Elizabeth Ann Sheridan Scarbrough; 25 июня 1934, Мехико — 30 апреля 2006, там же), более известная как Беатри́с Шери́дан (исп. Beatriz Sheridan) — мексиканская актриса и режиссёр.

## Биография
Элизабет Энн Шеридан Скарбро родилась 25 июня 1934 года в Мехико в семье англичанки и мексиканца. Кроме неё в семье было ещё восемь братьев и сестёр. Училась в университете штата Миссури у профессора Секи Сано, который пытался усовершенствовать систему Станиславского. Много работала в кино и театре.
В июне 1958 года приняла участие в съёмках первой в Мексике теленовеллы Запретная тропа c Сильвией Дербес. Многие годы продолжала сниматься в сериалах. С 1987 года начала работу режиссёра. Благодаря ей были созданы такие сериалы, как «Просто Мария» (1989) с Викторией Руффо, «Дикая Роза» с Вероникой Кастро. Во многих режиссируемых ею сериалах она сыграла небольшие роли. В качестве актрисы она принимала участие в исторических мелодрамах, таких как «Алондра» с Анной Кольчеро и «Истинная любовь» с Аделой Норьега. Её последней актёрской и режиссёрской работой стал сериал «Наперекор судьбе» (2005).
Она никогда не была замужем и не имела детей, посвятив всю жизнь карьере и племянникам.
Беатрис Шеридан скончалась 30 апреля 2006 года в своём доме в Мехико от сердечного приступа. Проститься с ней пришли многие известные мексиканские актёры: Мария Сорте, Асела Робинсон, Жаклин Андере, Хуан Ферара и другие. Актриса была кремирована и во исполнение её последней воли прах был развеян недалеко от пляжей города Косумель.

## Фильмография

### В качестве актрисы

#### ТелесериалыTelevisa
- 1958 — Запретная тропа
- 1965 — Тайна исповеди
- 1965 — Стеклянный мост
- 1985 — Пожить немножко — Аура
- 1987 — Дикая Роза — La Campana (Рэкетирша)
- 1995 — Алондра — Лоретта Диас де Эскобар
- 2000 — Личико ангела — сеньора Эстудильо
- 2002 — Да здравствуют дети! — инспектор
- 2003 — Истинная любовь — Дамиана Гарсиа
- 2005 — Наперекор судьбе — Карлотта Рудель

#### Фильмы
- 1963 — Троянки — Кассандра
- 1967 — Педро Парамо (представлен на Каннском кинофестивале[3]) — Эдувихес
- 1967 — Другой город
- 1987 — Габи, правдивая история — мать Фернандо

### В качестве режиссёра-постановщика

#### ТелесериалыTelevisa
- 1986 — Гора страдания
- 1987 — Дикая Роза
- 1987 — Непокорная
- 1989 — Просто Мария
- 1990 — Моя маленькая Соледад
- 1992 — Мария Мерседес
- 1994 — Маримар
- 1995 — Мария из предместья
- 1997 — Эсмеральда
- 1998 — Узурпаторша
- 1999 — Росалинда
- 2001 — Злоумышленница
- 2005 — Наперекор судьбе

#### Фильмы
- 1998 — Больше, чем узурпаторша